# Cioranii de Jos
Cioranii de Jos – wieś w Rumunii, w okręgu Prahova, w gminie Ciorani. W 2011 roku liczyła 4443 mieszkańców.